# Jakub Jankto
Jakub Jankto (Praag, 19 januari 1996) is een Tsjechisch voetballer die doorgaans als middenvelder speelt. Jankto debuteerde in 2017 in het Tsjechisch voetbalelftal.

## Carrière
Jankto doorliep de jeugdopleiding van Slavia Praag tot hij die in 2014 verruilde voor die van Udinese. Die club verhuurde hem in juli 2015 voor een jaar aan Ascoli, op dat moment actief in de Serie B. Hiervoor maakte hij op 15 september 2015 zijn debuut in het betaald voetbal, thuis tegen Virtus Entella (1–0 winst). Hij kwam dat seizoen tot 34 competitiewedstrijden voor Ascoli. Jankto speelde op 13 augustus 2016 zijn eerste wedstrijd voor Udinese, in de Coppa Italia. Zijn debuut in de Serie A volgde op 21 september 2016. Hij verruilde Udinese in juli 2019 voor UC Sampdoria, dat hem in het voorgaande seizoen al huurde. In 2021 ging hij naar het Spaanse  Getafe CF dat hem in het seizoen 2022/23 verhuurt aan Sparta Praag.

## Clubstatistieken
| Seizoen    | Club              | Competitie              | Competitie | Competitie | Beker | Beker | Internationaal | Internationaal | Totaal | Totaal |
| Seizoen    | Club              | Competitie              | Wed.       | Dlp.       | Wed.  | Dlp.  | Wed.           | Dlp.           | Wed.   | Dlp.   |
| ---------- | ----------------- | ----------------------- | ---------- | ---------- | ----- | ----- | -------------- | -------------- | ------ | ------ |
| 2015/16    | Udinese           | Serie A                 | 0          | 0          | 0     | 0     | —              | —              | 0      | 0      |
| 2015/16    | → Ascoli          | Serie B                 | 34         | 5          | 1     | 0     | —              | —              | 35     | 5      |
| 2016/17    | Udinese           | Serie A                 | 29         | 5          | 1     | 0     | —              | —              | 30     | 5      |
| 2017/18    | Udinese           | Serie A                 | 36         | 4          | 3     | 2     | —              | —              | 39     | 6      |
| Clubtotaal | Clubtotaal        | Clubtotaal              | 65         | 9          | 4     | 2     | —              | —              | 69     | 11     |
| 2018/19    | → UC Sampdoria    | Serie A                 | 25         | 0          | 3     | 1     | —              | —              | 28     | 1      |
| 2019/20    | UC Sampdoria      | Serie A                 | 30         | 2          | 1     | 0     | —              | —              | 31     | 2      |
| 2020/21    | UC Sampdoria      | Serie A                 | 35         | 6          | 2     | 0     | —              | —              | 37     | 6      |
| 2021/22    | UC Sampdoria      | Serie A                 | 0          | 0          | 1     | 0     | —              | —              | 1      | 0      |
| Clubtotaal | Clubtotaal        | Clubtotaal              | 90         | 8          | 7     | 1     | —              | —              | 97     | 9      |
| 2021/22    | Getafe CF         | Primera División        | 14         | 0          | 1     | 0     | —              | —              | 15     | 0      |
| 2022/23    | → AC Sparta Praag | 1. česká fotbalová liga | 10         | 1          | 0     | 0     | —              | —              | 10     | 1      |
| Totaal     | Totaal            | Totaal                  | 213        | 23         | 13    | 3     | 0              | 0              | 226    | 26     |

Bijgewerkt t/m 13 februari 2023

## Interlandcarrière
Jankto debuteerde in 2017 in het Tsjechisch voetbalelftal. Hij verving die dag na 46 minuten Ladislav Krejčí tijdens een met 3–0 gewonnen oefeninterland thuis tegen Litouwen. Jankto maakte in de 64e minuut ook zijn eerste doelpunt als international, de 2–0. Hij maakte in 2021 deel uit van de Tsjechische selectie op het Europees kampioenschap voetbal 2020.

## Privéleven
Op 13 februari 2023 maakte Jankto door middel van een videoboodschap op sociale media bekend homoseksueel te zijn en zich niet langer te willen verstoppen. Via sociale media gaf Sparta Praag, de club waar Jankto aan verhuurd werd, bekend achter zijn coming-out te staan en hem te steunen. Ook zijn oorspronkelijke club Getafe CF sprak via zijn sociale media Jankto alle respect en onvoorwaardelijke steun toe.
1 Vaclík ·
2 Kadeřábek ·
3 Čelůstka ·
4 Brabec ·
5 Coufal ·
6 Kalas ·
7 Barák ·
8 Darida  ·
9 Holeš ·
10 Schick ·
11 Krmenčík ·
12 Masopust ·
13 Ševčík ·
14 Jankto ·
15 Souček ·
16 Mandous ·
17 Zima ·
18 Bořil ·
19 Hložek ·
20 Vydra ·
21 Král ·
22 Matějů ·
23 Koubek ·
24 Pekhart ·
25 Pešek ·
26 Sadílek ·
Coach: Šilhavý
1 Vindahl Jensen ·
2 Suchomel ·
3 Imanol ·
4 Solbakken ·
5 Ross ·
6 Kairinen ·
7 Olatunji ·
8 Pavelka ·
10 Rrahmani ·
11 Tuci ·
13 Daněk ·
14 Birmančević ·
17 Preciado ·
18 Sadílek ·
20 Laçi · 
21 Pešek ·
22 Haraslín ·
24 Vorel ·
25 Sørensen ·
27 Panák  ·
28 Wiesner ·
29 Krasniqi ·
30 Zelený ·
32 Ryneš ·
33 Cobbaut ·
41 Vitík ·
44 Surovčík ·
Coach: Friis
· Assistent-coach: Sparv
· Keeperstrainer: Zítka